# 歐巴賓海蠍
皇室歐巴賓海蠍（學名：Opabinia regalis）是歐巴賓海蠍屬（屬名：Opabinia）的模式種，也是唯一的物種。

## 發現
第一次發現歐巴賓海蠍的化石，是在加拿大不列颠哥伦比亚省約霍國家公園（Yoho National Park）屬於伯吉斯頁岩（Burgess Shale）地帶的瓦普塔山脈（Wapta Mountain）和費爾德山脈（Mount Field），由查爾斯·都利特·沃爾科特（Charles Doolittle Walcott）發現並發表。

## 命名
歐巴賓海蠍的屬名-「Opabinia」，以加拿大不列颠哥伦比亚省畢德爾山（Mount Biddle）和洪加比山（Hungabee Mountain）之間的歐巴賓山隘（Opabin Pass）命名的，而種加名「regalis」的意思為王室的。

## 分類史
1912年，查爾斯·都利特·沃爾科特最一開始將發現的歐巴賓海蠍化石時，歸類為鰓足綱無甲目一個物種。

### 物種
1912年，查爾斯·都利特·沃爾科特不只發表皇室歐巴賓海蠍單一物種，還發表了一個名為Opabinia? media的物種。